# Fièvre sur la ville

Fièvre sur la ville (titre original : Bus Riley's Back in Town) est un film américain réalisé par Harvey Hart et sorti en 1965.
D'après le Huffington Post, c'est un chef-d'œuvre méconnu, premier film produit par Elliott Kastner.

## Synopsis
Après une longue absence loin de sa fille, un marin apprend que cette dernière a épousé un homme plus âgé et riche.

## Fiche technique
- Titre original : Bus Riley's Back in Town
- Réalisation : Harvey Hart
- Scénario : William Inge
- Producteur : Elliott Kastner
- Production :  Universal Pictures
- Lieu de tournage :  Universal Studios, Californie
- Photographie : Russell Metty
- Musique : Richard Markowitz
- Montage : Folmar Blangsted
- Durée : 93 minutes
- Dates de sortie :
  - États-Unis : 24 mars 1965
  - France : 22 mai 1966

## Distribution
- Ann-Margret : Laurel
- Michael Parks : Bus Riley
- Janet Margolin : Judy
- Brad Dexter : Slocum
- Jocelyn Brando : Mrs. Riley
- Larry Storch : Howie
- Crahan Denton : Spencer
- Kim Darby : Gussie
- Brett Somers : Carlotta
- Mimsy Farmer : Paula
- Nan Martin : Mrs. Nichols
- Ethel Griffies : Mrs. Spencer
- Alice Pearce : Housewife
- David Carradine : Stretch
- Parley Baer : Jules Griswald